# Munnopsoides australis
Munnopsoides australis är en kräftdjursart som först beskrevs av Frank Evers Beddard 1886.  Munnopsoides australis ingår i släktet Munnopsoides och familjen Munnopsidae. Inga underarter finns listade i Catalogue of Life.